# Plan 9 from Outer Space
Plan 9 from Outer Space is een Amerikaanse horror/sciencefictionfilm uit 1959, geschreven en geregisseerd door Ed Wood. Deze B-film verwierf een cultstatus als 'slechtste film aller tijden'. De hoofdrollen worden vertolkt door Gregory Walcott, Mona McKinnon, Tor Johnson en Maila "Vampira" Nurmi. Tevens heeft Béla Lugosi postuum een rol in de film, via beeldmateriaal dat voor zijn dood reeds was opgenomen voor nooit voltooide filmproducties.
De film werd in de jaren 80 door Michael and Harry Medved uitgeroepen tot 'de slechtste Hollywoodfilm aller tijden', door een erg chaotische productie en klein budget.

## Verhaal

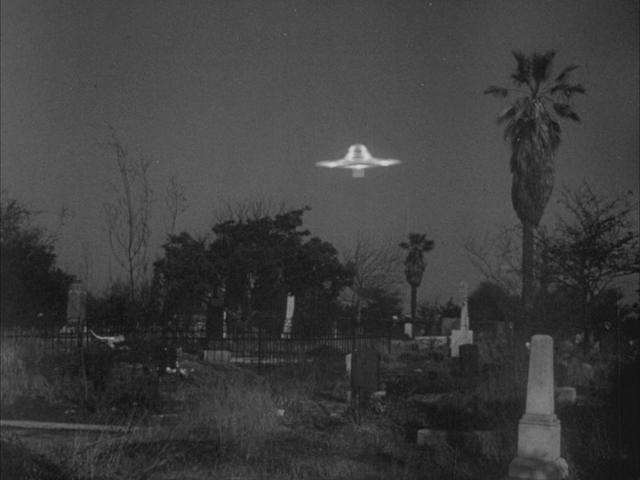
Een vliegende schotel vliegt over het kerkhof.

De film begint op een kerkhof in San Fernando, waar twee grafdelvers het lichaam van een vrouw begraven. Het lijk staat echter plotseling weer op en vermoordt de twee mannen. Op hetzelfde moment nemen piloten Jeff Trent en Danny een vliegende schotel waar in de lucht nabij het kerkhof.
Een oude man, de echtgenoot van de vrouw uit de openingsscène, wordt aangereden door een auto. Op zijn begrafenis worden de lijken van de grafdelvers ontdekt. Inspecteur Daniel Clay onderzoekt de zaak. Hij ontmoet de vrouwelijke zombie, die al snel gezelschap krijgt van het eveneens weer tot leven gekomen lijk van haar echtgenoot. Samen vermoorden de twee zombies Clay. Jeff Trent is getuige van dit alles, en biecht aan zijn vrouw Paula op dat hij een vliegende schotel gezien heeft. Hij vermoedt een verband tussen deze schotel en wat er op het kerkhof gebeurt. Niet lang hierna landt vlak bij het kerkhof een ruimteschip.
In de weken die volgen worden steeds meer vliegende schotels waargenomen. Uiteindelijk besluit het leger, geleid door kolonel Thomas Edwards, de schotels aan te vallen. De schotel kan echter ontkomen en vliegt terug naar haar thuisbasis, ruimtestation 7. Hier doet de buitenaardse commandant Eros verslag aan zijn meerderen; hij moest blijkbaar contact maken met de aardse overheden, maar dit is mislukt. Om de aandacht van de aardlingen te krijgen, wordt overgegaan tot plan 9: het weer tot leven brengen van recentelijk overleden mensen.

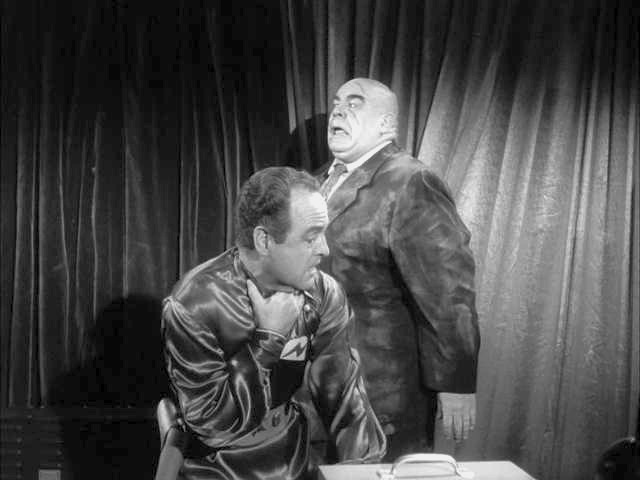
Eros wordt bijna gedood door de zombie inspecteur Clay.

Die nacht wordt Paula aangevallen door het lijk van de oude man, samen met diens vrouw en de nu ook in een zombie veranderde Daniel Clay. Paula kan ontkomen, waarna de zombies terugkeren naar Eros’ schip. Ondertussen krijgt Trent van generaal Roberts meer info over de aliens. Ze zouden zich ophouden in de buurt van San Fernando. Trent en zijn vrouw worden verder ondervraagd over wat zij weten van de aliens. Ondertussen wordt een politie-agent genaamd Kelton aangevallen door de oude man, maar gered wanneer de aliens de oude man vernietigen met een zogenaamde "decomposite ray".
Eros stuurt Clay om Paula te ontvoeren en zo Trent en de anderen naar de UFO te lokken. Eenmaal aan boord vertelt Eros het hele verhaal; hij moest de mensheid komen waarschuwen voor het feit dat ze op het punt staan een substantie te ontdekken genaamd “solarboniet”. Dit solarboniet kan indien verkeerd gebruikt een kettingreactie veroorzaken die het hele universum kan verwoesten. De mensen wilden echter niet luisteren, dus was een hardere aanpak nodig om hun aandacht te krijgen.
In de climax van de film breekt een gevecht uit tussen Eros en Trent, waarbij een brand ontstaat die de vliegende schotel en de zombies verwoest.

## Rolverdeling
| Acteur              | Personage                        |
| ------------------- | -------------------------------- |
| Gregory Walcott     | Jeff Trent                       |
| Mona McKinnon       | Paula Trent                      |
| Duke Moore          | Lt. John Harper                  |
| Tom Keene           | Col. Tom Edwards                 |
| Carl Anthony        | Patrolman Larry                  |
| Paul Marco          | Patrolman Kelton                 |
| Tor Johnson         | Insp. Dan Clay                   |
| Dudley Manlove      | Eros                             |
| Joanna Lee          | Tanna                            |
| John Breckinridge   | The Ruler                        |
| Lyle Talbot         | General Roberts                  |
| David De Mering     | Danny                            |
| Norma McCarty       | Edith                            |
| Bill Ash            | Captain                          |
| Reverend Lynn Lemon | Minister at Insp. Clay's Funeral |
| Ben Frommer         | Mourner                          |
| Gloria Dea          | Mourner                          |
| Conrad Brooks       | Patrolman Jamie                  |
| Vampira             | Vampire Girl                     |
| Béla Lugosi         | Old Man/Ghoul Man                |
| Criswell            | zichzelf / verteller             |

## Achtergrond

### Productie
Kort voor zijn dood in 1956, werkte Béla Lugosi nog samen met Wood aan een reeks nooit voltooide filmproducties zoals Tomb of the Vampire en The Ghoul Goes West. Door middel van beeldmateriaal dat reeds was opgenomen voor deze projecten, kon Lugosi postuum nog meespelen in Plan 9. Het was daarmee tevens zijn laatste filmrol. Omdat het beeldmateriaal met Lugosi niet voldoende was voor de hele film, schakelde Wood Tom Mason, de chiropractor van zijn vrouw, in om in de nog ontbrekende scènes de oude man te spelen. Mason verbergt de hele film lang zijn gezicht achter een cape om te vermijden dat het publiek zou zien dat hij niet Lugosi is.
"Plan 9" werd in 1956 opgenomen onder de titel Grave Robbers from Outer Space. De film werd onder die titel in maart dat jaar vertoond in het Carlton Theatre van Los Angeles. Een jaar later werd de film overgenomen door DCA (Distributors Corp. of America), die hem uit wilde brengen in 1958. Dit ging niet door toen DCA werd opgedoekt. In 1959 bracht Valiant Pictures de film uit als Plan 9 from Outer Space. De film flopte in de bioscopen.

### Kritieken
"Plan 9" verwierf in de loop der jaren de status van "slechtste film aller tijden". In het boek The Golden Turkey Awards uit 1980 wordt "Plan 9" ook met deze weinig vleiende bijnaam omschreven. De speciale effecten, het verhaal en het acteerwerk werden allen zwaar bekritiseerd. Deze status van slechtste film heeft "Plan 9" echter wel veel bekendheid opgeleverd.

### Nasleep
Een toneelvoorstelling van Plan 9, getiteld Plan LIVE from Outer Space!, werd in 2006 opgevoerd tijdens het Toronto Fringe Festival. Het scenario was geschreven door James Gordon Taylor en de hoofdrollen werden vertolkt door enkele bekende Canadese komieken zoals Lisa Brooke, Aurora Browne, Brandon Firla, Chris Gibbs, Sandy Jobin-Bevans and Ron Sparks.
In 1997 schreef en componeerde David Smith muziek voor Plan 9 from Outer Space: The Musical. De musical kreeg betere kritieken dan de originele film.
In 2010 ging een nieuwe theaterproductie gebaseerd op de film in première in The Brick Theater.
In 2006 bracht Legend Films een ingekleurde versie van de film uit.
De film is nooit gebruikt in het televisieprogramma Mystery Science Theater 3000. Redenen hiervoor waren dat het lastig was het komische commentaar uit de serie te combineren met de film, die grotendeels door een verteller wordt verteld, en het feit dat de film reeds grote bekendheid had.